# Wariaci
Wariaci – amerykańska komedia z 1990 roku.

## Główne role
- Dudley Moore - Emory Leeson
- Daryl Hannah - Kathy Burgess
- Paul Reiser - Stephen Bachman
- J.T. Walsh - Drucker
- Bill Smitrovich - Bruce
- Alan North - Sędzia
- David Paymer - George
- Danton Stone - Saabs
- Paul Bates - Robles
- Dick Cusack - Mort
- Doug Yasuda - Hsu
- Floyd Vivino - Eddie Aris
- Mercedes Ruehl - Dr Liz Baylor
- Ben Hammer - Dr Koch
- David Packer - Mark Olander
- Ann Pierce - William Holden

## Fabuła
Emory Leeson zajmuje się tworzeniem reklam. Przemęczenie i ogromny stres doprowadzają go do załamania nerwowego. Kiedy jednemu z klientów proponuje reklamę opartą na prawdzie, zostaje umieszczony w szpitalu psychiatrycznym. Tam poznaje Kathy. Jego odrzucona reklama trafia na billboardy i odnosi sukces...